# Adieu vieille Europe
 (juillet 2018).
Si vous disposez d'ouvrages ou d'articles de référence ou si vous connaissez des sites web de qualité traitant du thème abordé ici, merci de compléter l'article en donnant les références utiles à sa vérifiabilité et en les liant à la section « Notes et références ».
Adieu vieille Europe est un chant militaire.
Bien qu'il appartienne au répertoire de la Légion étrangère, il n'en est pas directement issu. Il provient en effet d'un film (Le Sergent X, de Wladimir Strijewsky, produit par Adolphe Osso) sorti en 1931. Ce film raconte l'histoire d'un légionnaire qui s'embarque à Marseille pour l'Algérie, plus exactement à Sidi-Bel-Abbès où se trouve la base de la Légion. Celle-ci a repris le chant, avec de légères modifications.
La Coloniale chante aussi ce chant, avec une variation à la dernière ligne du refrain : « Sans peur en route pour la colo ».
Les paroles sont de Simon Deylon, la musique de René Mercier et Henri Forterre.

## Référence culturelle
Dans le dernier film de Pierre Schoendoerffer, Là-haut, un roi au-dessus des nuages, lorsque le rédacteur en chef du Figaro quitte la France, ses dernières paroles avant d'embarquer dans son avion sont : « Adieu vieille Europe, que le diable t'emporte... » : ces mots constituent le premier couplet de la chanson. Cette référence l'est également dans son film Le Crabe-Tambour.  
Le personnage principal de Le métier de mourir (Grasset, 2020) de Jean-René Van Der Plaetsen évoque ce chant par son premier couplet dans les toutes premières pages du roman.  